# Werley
Werley Ananias da Silva, noto semplicemente come Werley (Oliveira, 5 settembre 1988), è un ex calciatore brasiliano, di ruolo difensore.

## Caratteristiche tecniche
Werley può ricoprire sia la zona centrale della difesa sia la fascia destra.